# 蔡元与奚建君

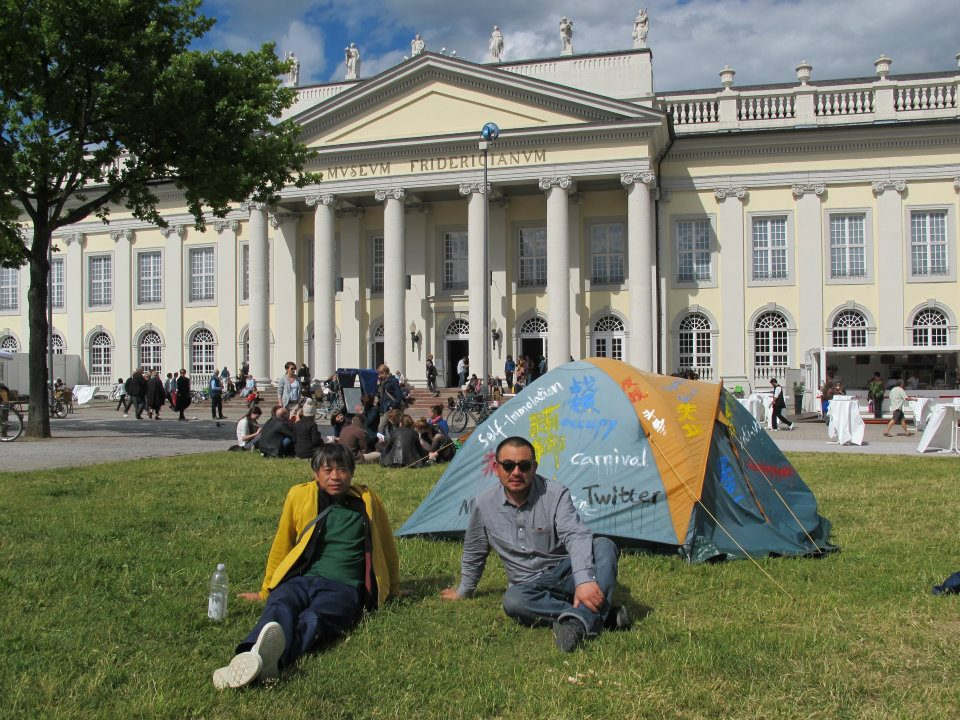
蔡元与奚建君在德国卡塞尔弗里德里希美术馆外

蔡元和奚建君是两位于中华人民共和国出生的艺术家，他们以为现实而疯狂的名义合作。他们曾在威尼斯双年展和特纳奖颁奖典礼上举办了非官方的活动。1999年，他们跳上了翠西·艾敏的艺术作品《我的床》。他们最初以作为行为艺术家而出名，此后他们开始多元化，在亚洲和欧洲创作了许多作品。

## 生平
蔡元（1956年—）和奚建君（1962年—）出生于中华人民共和国，他们自1980年代以来一直居住在英国。
蔡元毕业于南京艺术学院油画专业，于1989年获切尔西艺术与设计学院学士学位，于1991年获伦敦皇家艺术学院硕士学位。奚建君曾在北京的中央应用艺术学院接受培训，后来又在金史密斯学院接受培训。他们于1999年组成表演搭档，并于同年发起「两位艺术家跳上翠西·艾敏的床」的表演。

## “两个裸男跳上翠西·艾敏的床”
1999年10月25日中午12点58分，蔡元和奚建军跳上了翠西·艾敏的作品《我的床》。该作品曾获得泰特英国美术馆的透纳奖。他们将此次表演命名为“两个裸男跳上翠西的床”（然而实际上他们穿了内裤）。他们考虑了一些“批判的性行为”，因为他们认为“性行为对于充分回应特蕾西的作品是必要的”，尽管他们的这个想法并没有实现。一位参观者说：“展览中的每个人都开始鼓掌，因为他们认为这是作品的一部分。刚开始，安保人员不知道该怎么办。”人们并不清楚这是艾敏的作品的一部分还是抗议时任中华人民共和国领导人江泽民的访问。
另一位观众评论说：“经过几分钟的蹦蹦跳跳和大喊大叫，我想他们已经无事可做了。如果他们试图破坏这件作品，或者偷走伏特加或她的内裤，我可能会有不同的感受。这件事让我想了一个周末。”在他们二人被捕之前，他们只来得及进行一场枕头大战，并试图从床边的一个空伏特加酒瓶中喝一口。当警察和保安人员带走二人时，前者遭到嘘声。蔡元和奚建君因他们的行为而被捕，但他们没有受到任何指控，因为“画廊和艺术家都不想将此事进一步推进”。 
蔡元认为，虽然艾敏的作品很有力，但它仍然有所限制。他说：“我们想拓宽作品的含义。我们的行为会让人们思考到底什么才是好的艺术。我们没有时间进行正常的表演。我想我本应该摸摸床并闻闻床的味道。”

## 其他表演

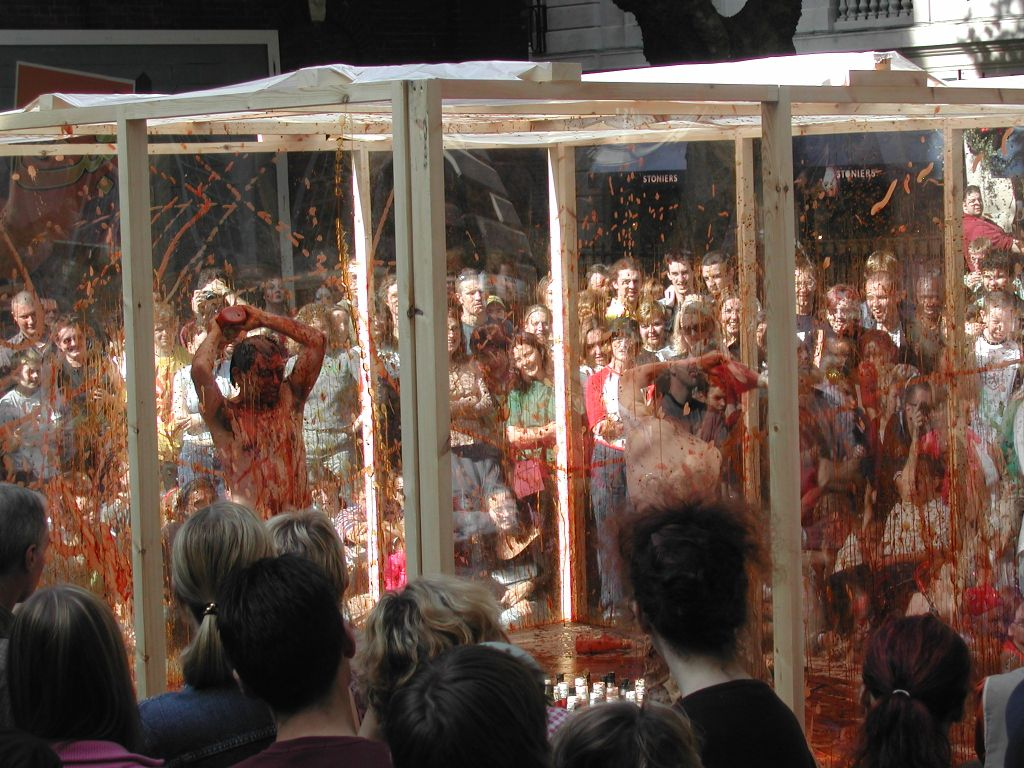
蔡元和奚建军在利物浦的Bluecoat美术馆进行表演

他们曾在1997年竖立了假路标，并试图误导有名的观众参观威尼斯双年展。
在伦敦的金匠学院，他们在一个房间周围散出了1200英镑。观众们争先恐后地去捡钱。